# Torre Centenario de Lota
La Torre Centenario de Lota, se ubica en calle Carlos Cousiño s/n en el sector de la fundición de Lota, en la comuna de Lota en la Región del Bío-Bío, Chile y fue construida en 1952.
Fue declarado Monumento Nacional de Chile, en la categoría de Monumento Histórico, mediante el Decreto N.º 379 de fecha 14 de septiembre de 2010.

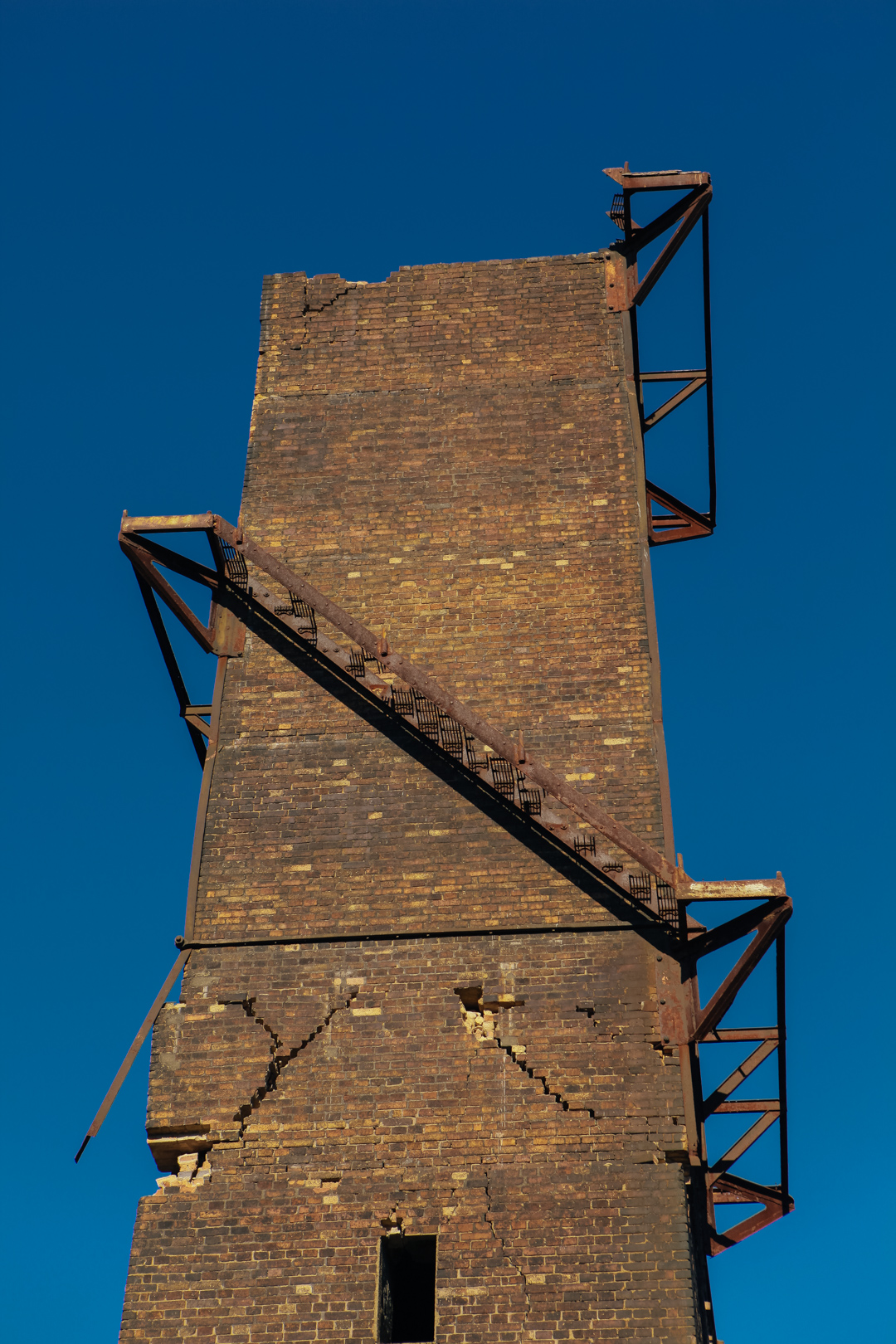
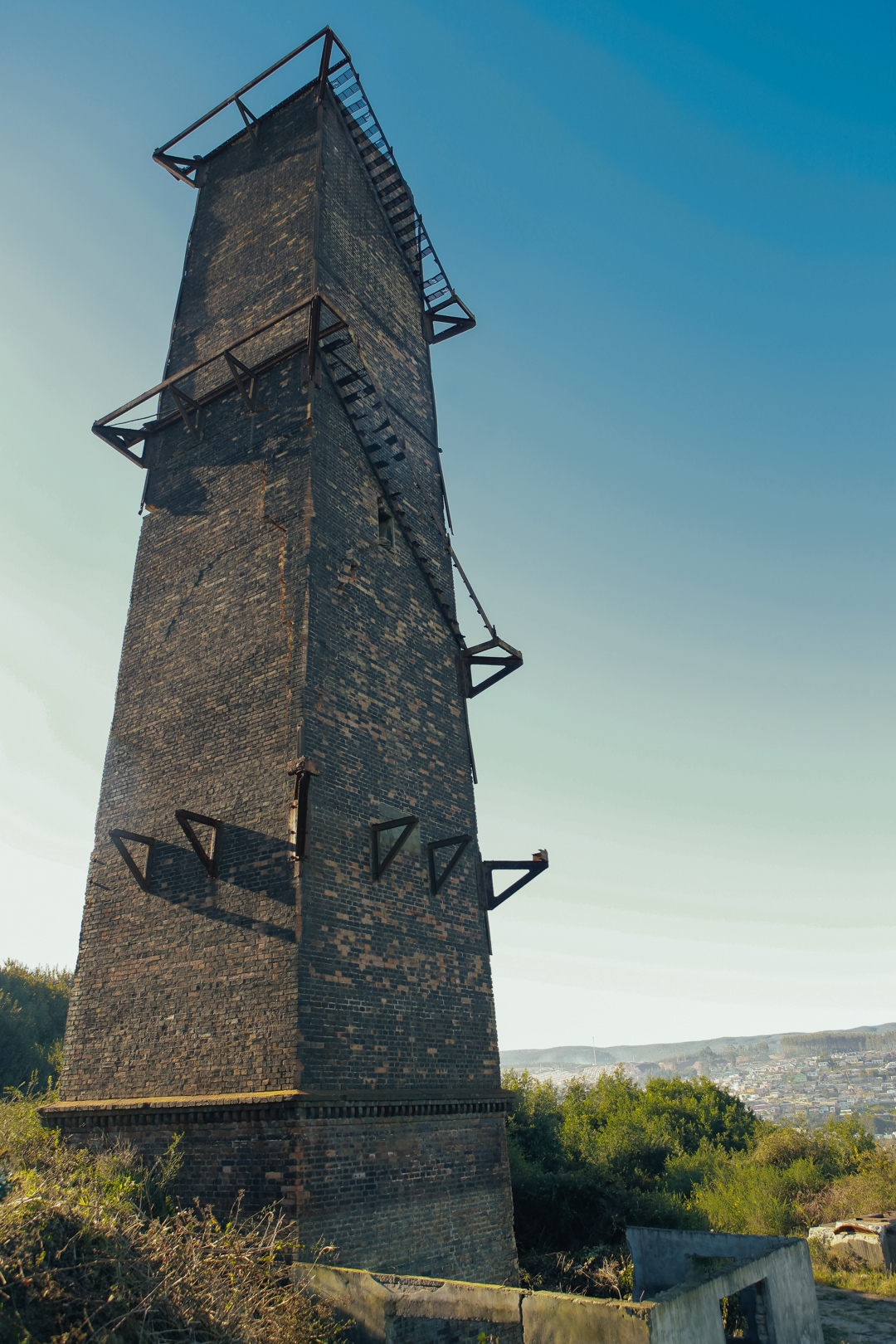
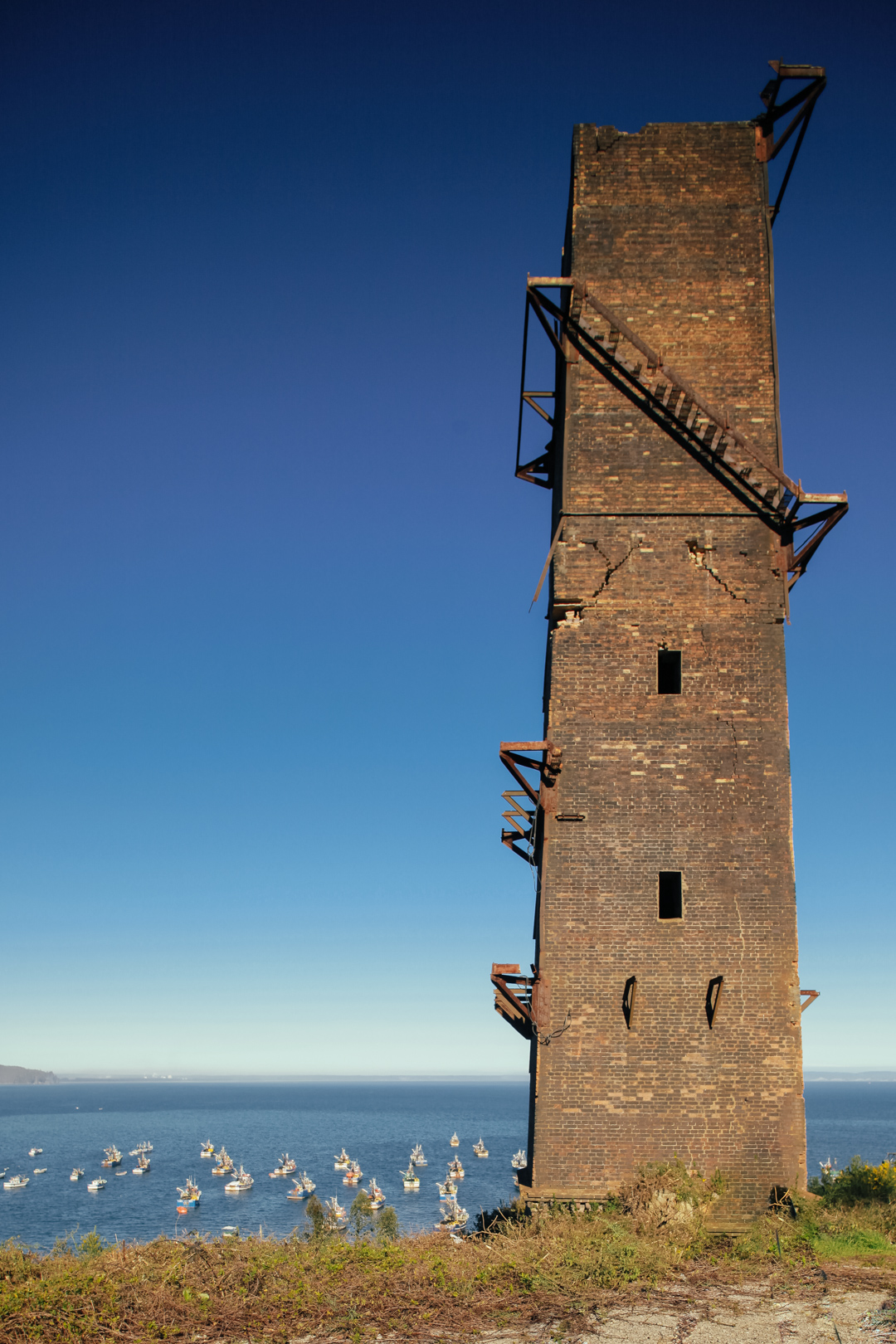